# Jonathan Bender
Jonathan Rene Bender (nacido el 30 de enero de 1981 en Picayune, Misisipi) es un exjugador de baloncesto que disputó ocho temporadas en la NBA. Con 2,13 metros de altura, jugaba en la posición de ala-pívot.

## Carrera

### High School
Bender, de 2.13 m de estatura, dominó a su antojo en el instituto de Picayune Memorial, donde promedió como sénior 23.1 puntos, 15 rebotes, 4 asistencias y 5 tapones. En 1999, en el McDonald's High School All-America Game anotó 31 puntos para el Oeste, rompiendo el récord que ostentaba el mismísimo Michael Jordan desde 1981. En el Magic's Roundball Classic, Bender anotó 11 puntos, capturó 7 rebotes y puso 3 tapones. Jonathan estuvo a punto de ir a Mississippi State pero finalmente acabó presentándose al draft de 1999.

### NBA
Bender fue elegido por Toronto Raptors en el puesto 5 de 1.ª ronda del draft de 1999. Tras ser elegido, Toronto lo traspasó a Indiana Pacers por el veterano ala-pívot Antonio Davis.
Bender debutó frente a Cleveland Cavaliers con 10 puntos en una abultadísima victoria 136-88. Jugó solo 24 partidos dado que ya empezaba a padecer de sus rodillas. En su segunda temporada jugó 59 partidos con 3.3 puntos de media pero lo más sonado fue que participó en el concurso de mates del All-Star, donde ejecutó un tomahawk imitando a Julius Erving. En su tercera temporada, la 2001-02, parecía ver la luz con 78 encuentros disputados y unos números que daban cabida a la esperanza, 7.4 puntos y 3.1 rebotes. Dejó ver las cualidades que se le presuponía en el instituto, un 7 pies muy ágil y rápido y de buenos fundamentos. Solo faltaba que le respetaran las lesiones. Pero no fue así, y en la 2002-03 de nuevo solo pudo jugar 46 partidos, perdiéndose casi la mitad. Firmó 6.6 puntos y 2.9 rebotes y en aquel año se marcó su mejor encuentro, con 22 puntos ante Utah Jazz.
La temporada 2003-04 la empezó en la lista de lesionados, donde se mantuvo los 39 primeros partidos, debido a una lesión en la rodilla izquierda. En playoffs llegó el mejor momento de su corta trayectoria deportiva, tras anotar 19 puntos frente a Boston Celtics en el tercer partido, mientras en el segundo atrapó 7 rebotes en 28 minutos. Indiana llegó hasta las finales de conferencia, donde cayeron derrotados ante Detroit Pistons. Bender promedió en esa serie 9.3 puntos y 2.7 rebotes. En temporada regular firmó 7 puntos y 1.9 rebotes.
Tras retirarse definitivamente en 2006, New York Knicks le dio una oportunidad el 13 de diciembre de 2009 al firmarle un contrato por el salario mínimo.

## Estadísticas de su carrera en la NBA

### Temporada regular
| Año     | Equipo   | PJ  | PT | MPP  | %TC  | %3P  | %TL   | RPP | APP | ROB | TPP | PPP |
| ------- | -------- | --- | -- | ---- | ---- | ---- | ----- | --- | --- | --- | --- | --- |
| 1999–00 | Indiana  | 24  | 1  | 5.4  | .329 | .167 | .667  | .9  | .1  | .0  | .2  | 2.7 |
| 2000–01 | Indiana  | 59  | 7  | 9.7  | .355 | .268 | .735  | 1.3 | .5  | .1  | .5  | 3.3 |
| 2001–02 | Indiana  | 78  | 17 | 21.1 | .430 | .360 | .733  | 3.1 | .8  | .2  | .6  | 7.4 |
| 2002–03 | Indiana  | 46  | 2  | 17.8 | .441 | .358 | .714  | 2.9 | .9  | .2  | 1.2 | 6.6 |
| 2003–04 | Indiana  | 21  | 0  | 12.9 | .472 | .409 | .830  | 1.9 | .4  | .2  | .5  | 7.0 |
| 2004–05 | Indiana  | 7   | 0  | 13.3 | .400 | .200 | .500  | 2.0 | .6  | .1  | .3  | 5.1 |
| 2005–06 | Indiana  | 2   | 0  | 10.5 | .800 | .000 | 1.000 | 2.0 | 1.0 | .0  | .5  | 5.0 |
| 2009–10 | New York | 25  | 1  | 11.7 | .400 | .359 | .923  | 2.1 | .6  | .1  | .7  | 4.7 |
| Total   | Total    | 262 | 28 | 14.7 | .417 | .340 | .763  | 2.2 | .6  | .2  | .6  | 5.5 |

### Playoffs
| Año   | Equipo  | PJ | PT | MPP  | %TC  | %3P   | %TL  | RPP | APP | ROB | TPP | PPP |
| ----- | ------- | -- | -- | ---- | ---- | ----- | ---- | --- | --- | --- | --- | --- |
| 2000  | Indiana | 9  | 0  | 2.3  | .667 | 1.000 | .500 | .3  | .0  | .1  | .0  | 1.3 |
| 2001  | Indiana | 1  | 0  | 4.0  | .000 | .000  | .000 | .0  | .0  | .0  | .0  | .0  |
| 2002  | Indiana | 5  | 0  | 9.2  | .500 | .000  | .000 | .8  | .4  | .4  | .6  | 1.2 |
| 2003  | Indiana | 3  | 0  | 11.3 | .333 | .333  | .667 | 2.3 | .0  | .0  | .7  | 5.7 |
| 2004  | Indiana | 16 | 0  | 12.6 | .406 | .360  | .750 | 1.8 | .4  | .1  | .9  | 4.8 |
| Total | Total   | 43 | 0  | 7.6  | .454 | .361  | .679 | 1.0 | .2  | .1  | .4  | 2.6 |

## Vida personal
Su padre murió cuando tenía 13 años, su madre, Willie Mae Bender, crio sola a cuatro hijos, incluido un hijastro. Por lo que tiene un hermano mayor, Donnell Spriggs, y una hermana también mayor, Valerie.
Se sabía que Bender leía durante sus viajes de la NBA. Leía principalmente libros de negocios, y Andrew Carnegie y J.P. Morgan eran dos autores que le gustaban especialmente.
Bender inventó el JB Intensive Trainer, un dispositivo de entrenamiento de resistencia que fortaleció sus rodillas. Las ventas del dispositivo comenzaron en julio de 2013.
Dos años después del huracán Katrina, Bender fundó la fundación sin fines de lucro Jonathan Bender Foundation en Nueva Orleans.